# Янчево (Любуське воєводство)
Янчево (пол. Janczewo, нім. Jahnsfelde) — село в Польщі, у гміні Санток Ґожовського повіту Любуського воєводства.
Населення — 1131 особа (2011).
У 1975-1998 роках село належало до Гожовського воєводства.

## Демографія
Демографічна структура станом на 31 березня 2011 року:
|          | Загалом | Допрацездатний вік | Працездатний вік | Постпрацездатний вік |
| -------- | ------- | ------------------ | ---------------- | -------------------- |
| Чоловіки | 570     | 165                | 378              | 27                   |
| Жінки    | 561     | 113                | 363              | 85                   |
| Разом    | 1131    | 278                | 741              | 112                  |